# جان أندريه بايسونيل
جان أندريه بايسونيل Jean-André Peyssonnel، من مواليد 19 يونيو 1694 في مرسيليا، توفي 24 ديسمبر 1759 في الغوادلوب، هو طبيب وعالم طبيعة فرنسي.
والده هو الطبيب المشهور تشارل بايسونيل المولود في 1640، والذي مات في سن الـ 80 في سنة الطاعون في 1720، ضحية تفانيه في خدمة المرضى
تعلم على يد لويجي فرديناندو مارسيغلي Luigi Ferdinando Marsigli ، مؤسس معهد بولونيا، وتخصص في التاريخ الطبيعي.
قام بالعديد من الرحلات على طول ساحل البحر الأبيض المتوسط لدراسة طبيعة المرجان.
عينته أكاديمية العلوم الفرنسية في 1723 مراسلا لإتيان فرانسوا جوفروا Étienne-François Geoffroy وفي 1731 لأنطوان دي جوسيو Antoine de Jussieu
ذهب إلى شمال أفريقيا في 1724و منها كتب" سفريات في مناطق تونس والجزائر.
و بعد عودته إلى فرنسا، شارك في تأسيس أكاديمية مرسيليا (1726)
عين بعد ذلك طبيبا ملكيا في الغوادلوب، وقام بمجموعة من الأبحاث وخاصة حول المرجان ولكن العلماء الفرنسيين رفضوا اراءه حول الموضوع فاتصل بالجمعية الملكية في لندن في 1752 التي نشرت افكاره وقد يكون هذا ما دفعه إلى المنفى في إنجلترا.
توفي في 24 ديسمبر 1759 في إنجلترا ولم يعلم أعضاء الأكاديمية في مارسيليا بذلك الا بعد وقت طويل ولم يتم تكريمه الا سنة 1778
ان جان اندري بايسونيل هو الأول الذي أعلن اصل المرجان حيواني وليس نباتي
مؤلفاته:
- عدوى الطاعون وطرق اتقائها.مرسيليا في 1722-La Contagion de la peste et les moyens de s'en préserver, Marseille, 1722.
- سفريات في مناطق من تونس والجزائر، باريس، 1838، وأعيد نشره في 2001.-

Voyages dans les régions de Tunis et d'Alger, Paris, 1838; réédition en collection de -poche, éd. la découverte, 2001 
- كتاب مخطوط، كتاب المرجان (مكتبة المتحف)-Ouvrage manuscrit, Traité du corail, (Bibliothèque du muséum)
- كتاب مخطوط، ملاحظات من فوق جبل لا سوفريار في جزيرة غوادلوب عام 1732، أكاديمية مرسيليا - Ouvrage manuscrit, Observation faite sur la montagne dite la Soufrière, dans l'île de la Guadeloupe 1732, Académie de Marseille, sciences physiques